# チャンキャ・ホトクト
チャンキャ・ホトクト（ジャンガ、モンゴル語: Зангиа Хутагт(Zangia Khutagt)、チベット語: ལྕང་སྐྱ་ཧོ་ཐོག་ཐུ།, (lcang-skya ho-thog-thu)、中国語: 章嘉呼圖克圖, (Zhāngjiā Hūtúkètú))は、内モンゴルにおける活仏の名跡のひとつ。清代には外モンゴルのジェブツンダンバと並ぶモンゴルの活仏であった。
初代チャンキャについては詳しいことが分かっていないが、一説によると「張」という家に生まれたので「張家（中国音ジャンジャ）」から「チャンキャ」としたということである。
チャンキャ2世はツォンカパと同郷であり、また、ダライラマ五世とも親しかった。また、先代の遺物を即座に当てたため、パンチェンラマ4世から正式に活仏と認定された。
チャンキャ3世以降は清朝より「ジャサク・ラマ」の称号を賜り、北京の雍和宮などの管理を命じられていた。チャンキャ7世は中華民国の国民党政府より北京、チャハル、熱河などの寺院管理を任され、蒙蔵委員会の委員長も務めたが、国共内戦で敗れた国民党とともに1949年に台湾に渡り、1957年（1978年とする説もあり）に台北で没した。現在、チャンキャ8世はインドのダラムサラで勉強中である。

## 歴代チャンキャ
| 代数 | 名前                                       | 生没年          | 備考 |
| ---- | ------------------------------------------ | --------------- | ---- |
| 1世  | チャンクランサイラ                         | 1607年 - 1641年 |      |
| 2世  | ガワン・ロプサンチューデン                 | 1642年 - 1714年 |      |
| 3世  | ロルペー・ドルジェ                         | 1717年 - 1786年 |      |
| 4世  | イェーシェー・タンパギャルツェン           | 1787年 - 1846年 |      |
| 5世  | イェーシェー・タンペーニマ                 | 1849年 - 1875年 |      |
| 6世  | ロプサン・ダンセンギャムツォ               | 1878年 - 1888年 |      |
| 7世  | リーイン・イェーシェードルジェ             | 1891年 - 1957年 |      |
| 8世  | テンジン・トーンヨー・イェーシェーギャツォ | 1980年 -        |      |

## 関連文献
- 橋本光宝，《蒙古の喇嘛教》，東京：佛教公論社，1942年，頁135-165。
- 呂其俊，〈トゥカン転生活仏とチヤンキャ転生活仏〉，《東海佛教》第64期，2019，頁124-108。